# Calliostoma orion
Calliostoma orion är en snäckart som beskrevs av Dall 1889. Calliostoma orion ingår i släktet Calliostoma och familjen Calliostomatidae. Inga underarter finns listade i Catalogue of Life.